# Basarabeasca
Basarabeasca – miasto w południowo-wschodniej Mołdawii, stolica rejonu Basarabeasca. W 2014 roku liczyło 8471 mieszkańców.